# Courants politiques sous la Deuxième République

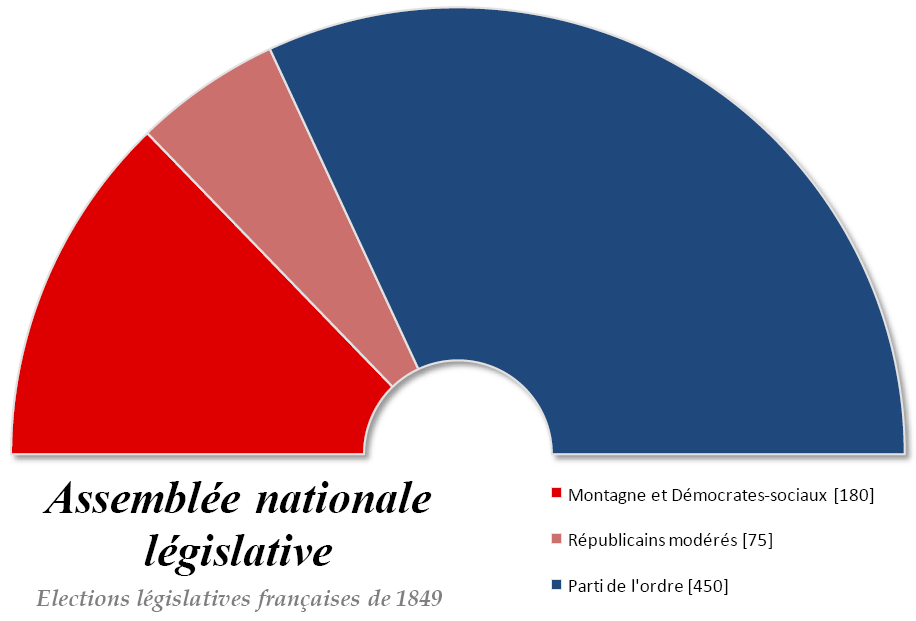
La répartition des forces politiques à l'Assemblée législative à la suite des élections de 1849 donne une image des forces politiques cette année là.

Plusieurs forces politiques s'affrontent durant les quatre années d'existence de la Deuxième République. Le contexte troublé de ce régime dont la forme évolue à plusieurs reprises fait que ces forces politiques sont également instables et fluctuantes, au gré des alliances et des élections. L'opposition se fait dans un premier temps entre les socialistes qui aspirent à un changement sociétal, et les républicains modérés, qui regroupent en réalité républicains de sensibilité, et conservateurs opportunistes se ralliant provisoirement à cette tendance, qui s'impose lors des législatives de 1848.
Unis derrière la candidature de Louis-Napoléon Bonaparte, les conservateurs forment ensuite le parti de l'Ordre, regroupant différentes tendances, notamment monarchistes. Cela a pour effet de réduire l'influence des républicains modérés qui sont totalement marginalisés lors des élections législatives de 1849. Face au parti de l'Ordre émerge une nouvelle force à gauche, les démocrates-sociaux ou Montagne, qui sont peu à peu condamnés par le régime.
Enfin, une dernière évolution se déroule au sein des conservateurs lorsque se forme autour de Bonaparte un « parti de l’Élysée » qui s'aliène le parti de l'Ordre, mais gagne en puissance jusqu'au coup d'État du 2 décembre 1851.

## Évolution du pouvoir

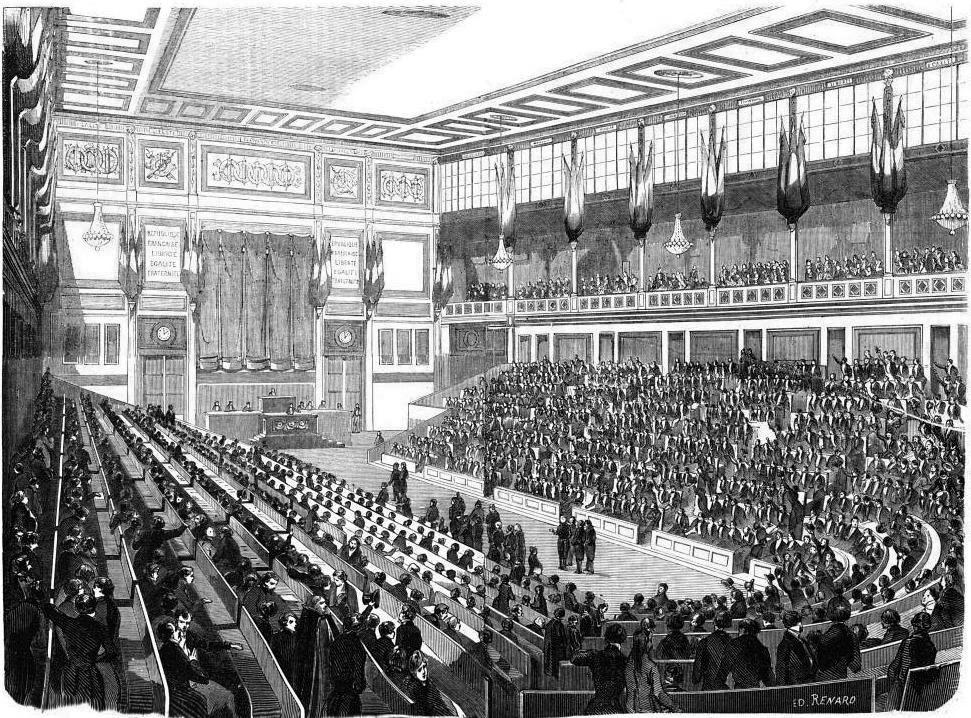
L'Assemblée constituante est l'un des théâtres du pouvoir au début de la Deuxième République (Dessin de E. Renard)

Aux débuts de la Deuxième République, se forme un gouvernement provisoire constitué de représentants des deux tendances majeures issues de la révolution et constituées autour des journaux Le National et La Réforme. Le premier réunit autour de lui des républicains bourgeois et modérés, et domine le gouvernement tandis que le second, d'inspiration socialiste, n'a qu'une place limitée. L'élection de l'Assemblée constituante confirme cette tendance en marquant une poussée des modérés face aux socialistes : le nouveau gouvernement, appelé commission exécutive reflète cette nouvelle organisation.
Avec l'élection présidentielle française de 1848 apparaît une nouvelle force, le parti de l'Ordre, uni pour un temps derrière Louis-Napoléon Bonaparte, qui accède au pouvoir avec une importante majorité. Les élections législatives de 1849 montrent pour leur part l'apparition d'une nouvelle tendance dans l'opposition, avec les démocrates-sociaux tandis que les républicains modérés sont balayés. Enfin, un dernier retournement se produit par la suite dans les forces au pouvoir lorsque Louis-Napoléon Bonaparte s'écarte du parti de l'Ordre pour réunir autour de lui un « parti de l’Élysée » qui le soutient finalement dans son entreprise de coup d’État.
Durant les quatre ans que dure la Deuxième République, ses institutions évoluent donc. L'exécutif est successivement détenu par le gouvernement provisoire, la commission exécutive, et enfin le président ; tandis que l'Assemblée nationale législative succède à la constituante en 1849. Cette chambre unique, composée de 750 députés âgés d'au moins 25 ans est renouvelée par suffrage masculin (pour tout homme de plus de 21 ans) tous les trois ans. Face aux succès des républicains avancés lors des élections législatives partielles, la majorité conservatrice s'effraie du poids potentiel du suffrage masculin, et décide de le réduire. Par la loi électorale du 31 mai 1850, le droit de vote ne concerne plus que six millions d'hommes au lieu de neuf, la plus grande part des trois millions étant constituée d'ouvriers. Le but de Adolphe Thiers, qui défend la loi, est en effet de tenir à l'écart « la partie dangereuse des grandes populations agglomérées ».

## Différentes forces politiques

### La gauche: socialistes et démocrates

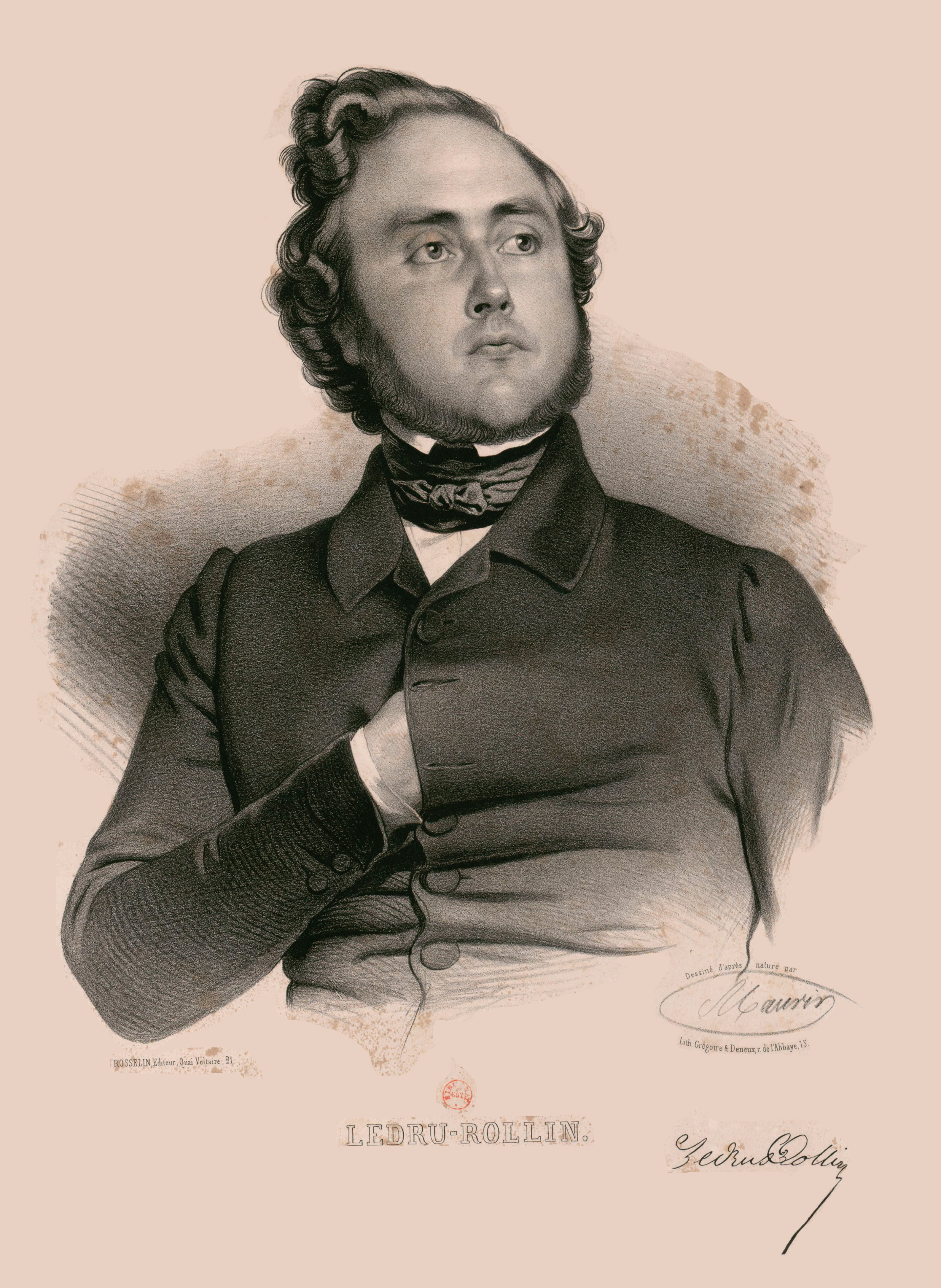
Alexandre Ledru-Rollin est la principale figure de la gauche durant la Deuxième République jusqu'à son exil à Londres.

À gauche, les socialistes et le peuple parisien qui ont participé à la révolution de février 1848 comptent influer sur le nouveau régime. Réunis autour du journal La Réforme, quelques représentants de cette tendance parviennent à entrer au gouvernement provisoire : Flocon, Ledru-Rolin, Louis Blanc et l'« ouvrier Albert ». Le but recherché est avant tout de satisfaire les masses populaires qui continuent à faire pression autour des lieux de pouvoir. Seul Louis Blanc, parmi eux, attend des réformes sociales profondes, tandis qu'Albert est le seul représentant de la classe ouvrière. Des manifestations populaires et pacifiques se multiplient dans Paris pour garantir l'obtention de réformes sociales. Des révoltes, souvent plus concrètes et moins versées vers l'utopie, éclatent également en province durant les débuts du régime. Durant cette période, les socialistes obtiennent plusieurs avancées, notamment la création des ateliers nationaux, celle d'une commission réfléchissant à l'amélioration du sort des travailleurs, mais aussi une loi réduisant le temps de travail.
Toutes ces mesures sont cependant éphémères. Les élections législatives de 1848 permettent en effet de prendre conscience du réel poids des socialistes dans l'opinion. Si ceux-ci, derrière Ledru-Rollin, ont tenté d'obtenir un ajournement des élections pour avoir le temps de diffuser leurs idées, ils n'ont obtenu qu'un court répit. Le courant socialiste se révèle minoritaire, ne remportant qu'une petite partie des sièges, et ses chefs ne sont pas élus, à l'exception d'Armand Barbès. La commission exécutive créée pour remplacer le gouvernement provisoire tient compte de cette évolution, en ne conservant en son sein que Ledru-Rollin, maintenu de justesse. Quelque temps plus tard, les débordements à l'assemblée autour de la manifestation du 15 mai 1848 entraînent, dans une certaine confusion, l'arrestation ou l'exil des dirigeants du mouvement socialiste, qui se retrouve décapité. La répression lors des journées de Juin finit d'abattre le mouvement tandis que la majorité conservatrice revient sur une partie des acquis sociaux des mois précédents.

Les voix des républicains démocrates-socialistes en mai 1849 marquent l'implantation des idées de gauche dans certaines campagnes.

Une nouvelle formation de gauche émerge, balbutiant dans un premier temps lors de l'élection présidentielle de 1848. L'extrême-gauche se rassemble alors sous la dénomination de « Montagne », tandis que Ledru-Rollin tente de fédérer les gauches autour de sa candidature dans une « Solidarité républicaine ». Leur score à l'élection se révèle dérisoire. Face à la forte coloration conservatrice du gouvernement, et par crainte d'un corps législatif de plus en plus anti-républicain, ceux qui se reconnaissent dans une république à dimension fortement sociale se réunissent en vue des législatives de 1849 sous la dénomination de « démocrates-socialistes » (ou « démocs-socs »), surnommés « rouges » par leurs opposants. Ils se reconnaissent aussi sous la dénomination historiquement connotée de « Montagne ».
Les élections surprennent, dans la mesure où les démocrates-sociaux obtiennent 25 % des suffrages, dans un contexte très différent des élections de l'année précédente. Ce vote est réfléchi, et des foyers paysans de gauche apparaissent en province : la carte politique qui se dessine lors de ses élections entérine des tendances politiques durables en ce qui concerne les bastions de l'extrême-gauche. Cette nouvelle force effraye, et est rapidement réduite au silence. Des manifestations contre l'expédition de Rome, organisées par Ledru-Rollin le 13 juin, sont bousculées par la troupe tandis que les chefs montagnards et certains élus sont arrêtés ou poussés à l'exil. Ledru-Rollin lui-même part pour Londres. La Montagne n'est pas éliminée pour autant et continue à séduire une partie des populations par le biais de plusieurs journaux, mais aussi par celui des cercles, des cafés, et de la vie collective, où les idées de gauche adaptent une partie du folklore et des chansons populaires.
Enfin, la loi électorale du 31 mai 1850 semble, aux yeux des contemporains, éliminer tout risque de victoire de la Montagne aux élections de 1852. S'il n'est pas certain que les trois millions d'électeurs privés du droit de vote étaient favorables à la gauche, cette croyance entraîne une nouvelle organisation des forces de droite, menant peu à peu au coup d’État. Dans le même temps, les forces de la Montagne se scindent entre les légalistes, désirant attendre l'élection présidentielle de 1852 pour prendre le pouvoir, et les partisans de l'insurrection tels que Michel de Bourges et Mathieu de la Drôme. Lors du coup d’État de 1851, les démocrates-sociaux sont pour la plupart proscrits, comme les républicains de façon plus générale.

### Le centre-gauche: républicains modérés

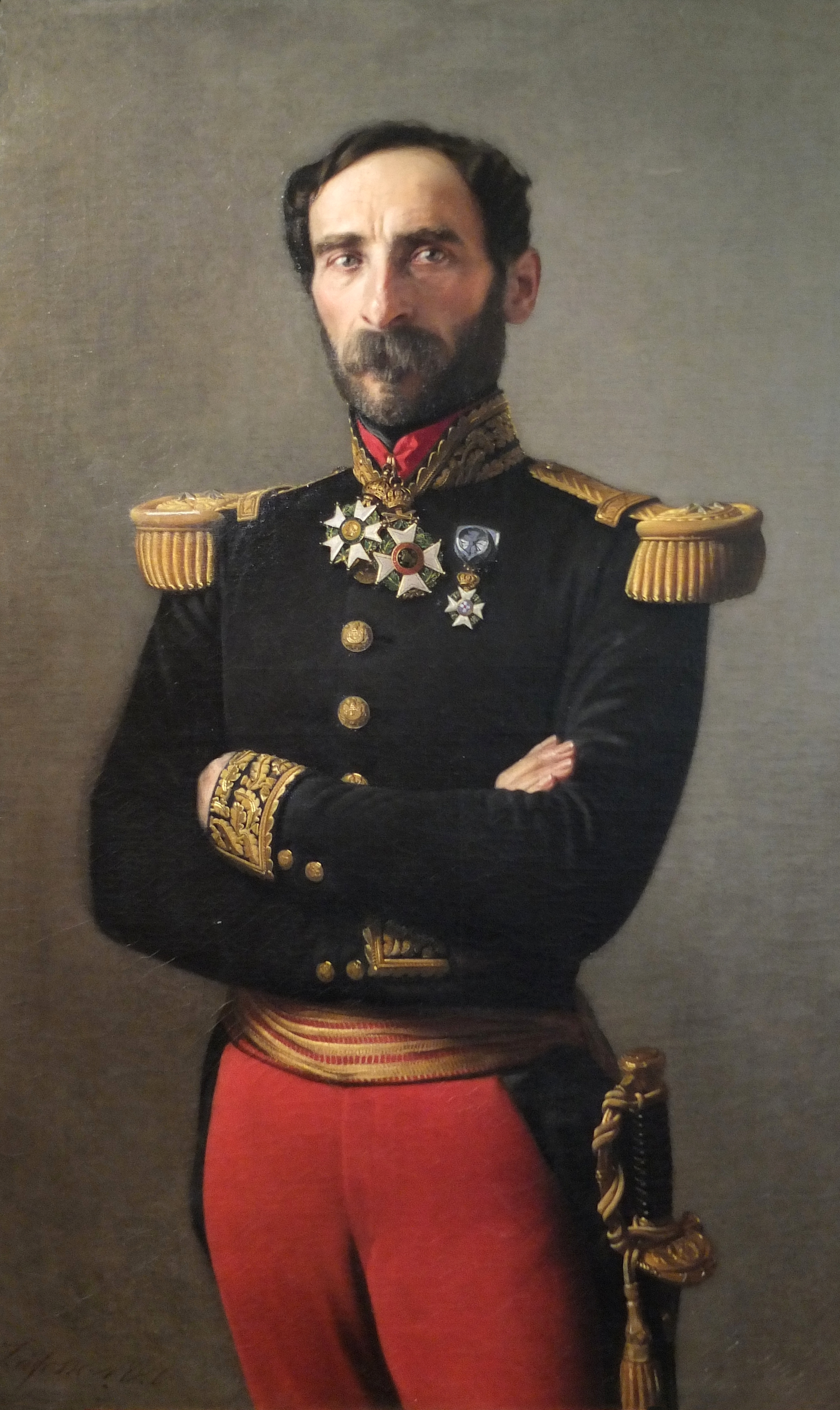
Le général Cavaignac est le candidat déçu des républicains modérés à l'élection présidentielle de 1848.

Les républicains modérés sont, à l'origine, le groupe réuni autour du journal National. Ils participent à la révolution de février 1848 et forment la majorité du gouvernement provisoire autour, notamment, de Lamartine, Arago, Garnier-Pagès et Dupont de l'Eure, qui est symboliquement choisi comme chef de gouvernement. Dans la répartition des postes, les modérés dominent également, dans la mesure où les socialistes n'ont pas obtenu de ministères. Dans cette situation, les modérés se retrouvent en position de force pour préparer les élections législatives de 1848. Tout en refusant aux socialistes de repousser trop fortement les élections, ils s'assurent également par le biais des commissaires de la République de faire en sorte que le vote provincial soit républicain, par opposition aux monarchistes.
C'est à cette époque qu'apparaît la différenciation entre les « républicains de la veille », qui portaient avant même la révolution des convictions républicaines, et les « républicains du lendemain », ralliés opportunément au nouveau régime. On trouve parmi eux des légitimistes, heureux d'être débarrassés de la monarchie de Juillet, et des catholiques qui avaient souffert de restrictions sous le régime de Louis-Philippe. L'historien Samuel Hayat relève que « les républicains modérés ne rompent avec la logique du gouvernement représentatif [en vigueur sous la monarchie de Juillet] que par l'extension du suffrage. Les grands traits de la théorie du gouvernement représentatif — la séparation stricte entre État et société, donc l'absence d'intervention économique de l'État, le gouvernement par les capacités, l'exclusion des citoyens de la participation directe aux affaires publiques — sont reconduits ».
À la suite des élections, l'Assemblée comprend une très nette majorité de ces républicains modérés, parmi lesquels se cachent cependant maints orléanistes et légitimistes provisoirement ralliés. Les « républicains du lendemain » y sont en effet en grand nombre et l'union n'est que provisoire.
La formation de la commission exécutive se conforme à cette majorité en donnant aux républicains modérés, en apparence vainqueurs, une grande place, en ne faisant que quelques concessions aux socialistes. Les élections partielles qui suivent marquent cependant une nouvelle tendance puisque pas un des candidats de la tendance du National n'est élu, cédant la place à des hommes liés soit aux tendances monarchistes (notamment Adolphe Thiers) soit au socialisme. Avec, notamment, les journées de Juin, la politique de la majorité se durcit. Les troubles poussent à remplacer la commission exécutive par un gouvernement mené par le général Eugène Cavaignac, républicain convaincu, qui est aussi favori pour l'élection présidentielle qui se profile. Il est notamment soutenu par l'Association démocratique des amis de la Constitution.
Cependant, tandis que la majorité se craquelle, la droite hésite sur le candidat à soutenir, entre Cavaignac et Louis-Napoléon Bonaparte. Ce dernier finit par obtenir leur préférence. Sa victoire écrasante à l'élection présidentielle marque l'éviction des républicains modérés du gouvernement au profit du parti de l'Ordre. Les élections législatives de 1849 amènent la marginalisation définitive des républicains modérés : ils n'obtiennent que 70 à 75 sièges, souvent grâce à des coalitions : le désaveu est massif.

### La droite: parti de l'Ordre et bonapartistes

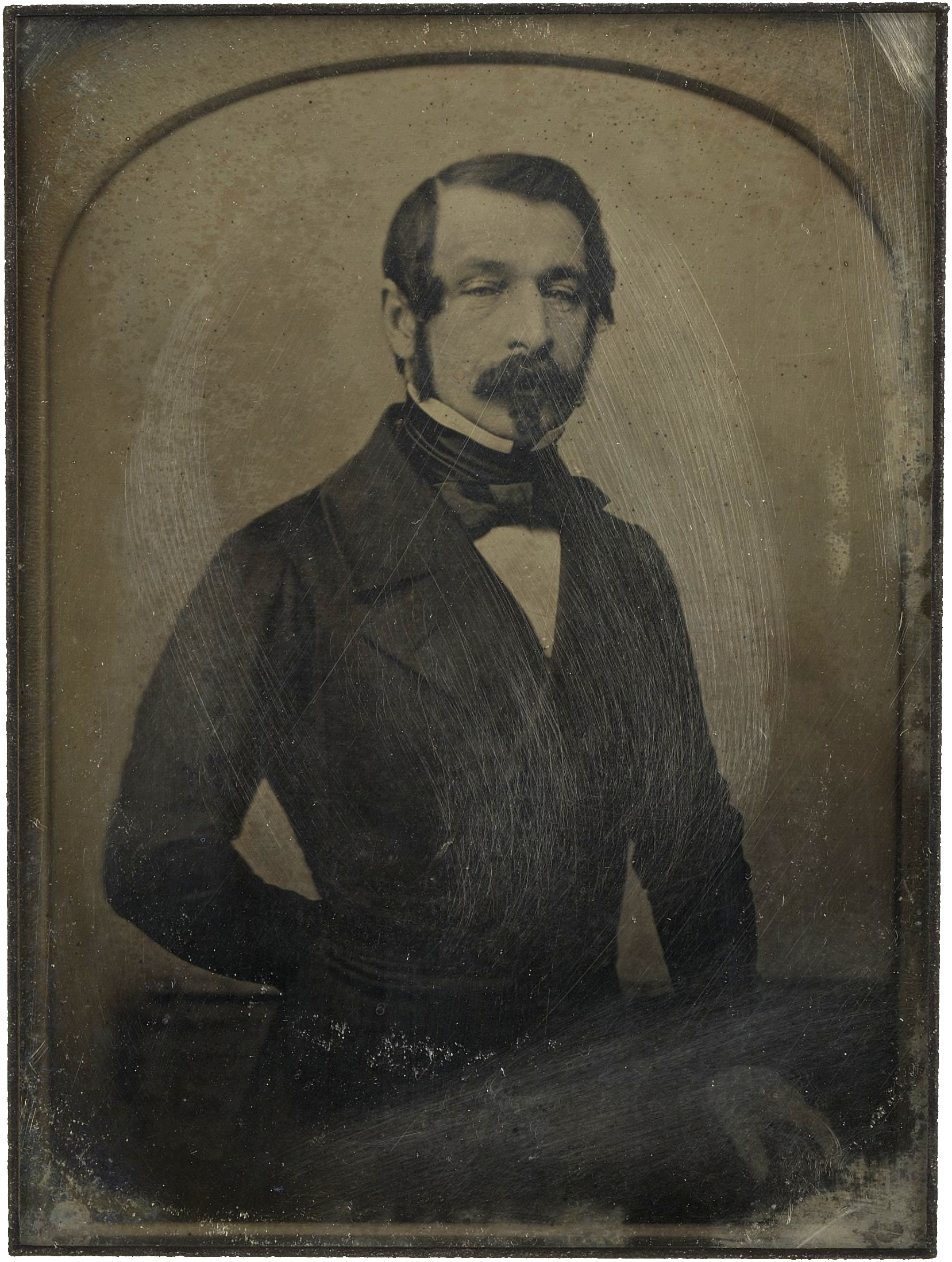
Louis-Napoléon Bonaparte devient président de la République en étant soutenu par le parti de l'Ordre, avant de s'en éloigner.

Si, dans un premier temps, les forces conservatrices se sont alliées aux républicains modérés afin de mettre fin à la menace des socialistes, leur succès aux élections de 1848 les poussent à se réunir au sein de ce qui devient le parti de l'Ordre, malgré les pas que fait le gouvernement Cavaignac dans leur direction. La défaite des candidats modérés et le succès des monarchistes lors des élections partielles de 1848 renforcent cette scission. La Constitution établie en 1848 est également marquée par ce retour en force des conservateurs, qui parviennent à empêcher l'approbation de propositions socialistes comme la mention du « droit au travail ».
Cependant, à l'approche de l'élection présidentielle qui doit se faire au suffrage masculin, le parti de l'Ordre doit trouver un représentant susceptible de gagner, et n'a pas le temps de donner à l'un de ses dirigeants, comme Adolphe Thiers, ou Odilon Barrot, une popularité suffisante en province. Il est finalement décidé de se rattacher à un nom populaire, celui de Louis-Napoléon Bonaparte, que les chefs conservateurs pensent sans envergure et facilement manipulable. Le score de celui-ci à l'élection ne laisse que peu de place à l'opposition : le gouvernement Barrot qui en résulte affiche ainsi une composition monarchiste, répartie entre les tendances orléaniste et légitimiste. Les élections de 1849 marquent ensuite une nouvelle victoire des conservateurs, qui œuvrent peu à peu à étouffer le mouvement républicain, par la réduction du corps électoral ainsi que des arrestations ; la place de l’Église catholique est également renforcée, notamment par la loi Falloux.
Le président Louis-Napoléon Bonaparte prend cependant un certain soin à rester séparé de sa majorité. Il s'en distingue en effet par ses idées sociales, dans lesquelles le parti de l'Ordre ne se reconnaît pas. Avec l'apparente disparition de la menace républicaine, notamment à la suite de la loi électorale de mai 1850, les deux factions se sentent plus libres d'afficher leurs dissensions, conduisant à la formation d'un « parti de l’Élysée », bonapartiste. Le parti de l'Ordre espère pour sa part établir une monarchie constitutionnelle en profitant de l'élection présidentielle de 1852, mais les divergences entre les orléanistes et légitimistes ne leur permettent pas de mener à bien leur projet.
Louis-Napoléon Bonaparte espère pour sa part se délester du parti de l'Ordre pour gouverner sur sa propre popularité : dans une première tentative d'autonomie, il a remplacé le gouvernement Barrot par un gouvernement de partisans, ce qui suscite l'indignation du parti de l'Ordre, qui tolère cependant cet écart, la politique du gouvernement restant conservatrice. L'approche de la fin de son mandat (non renouvelable selon la constitution) menace cependant les désirs du président, qui entame avec ses partisans une grande campagne en faveur d'une révision constitutionnelle, soutenue notamment par le biais de ses voyages en province. Il ne parvient cependant pas à recueillir assez de votes favorables à l'assemblée.
C'est ce qui permet à Louis-Napoléon Bonaparte, notamment en présentant le parti de l'Ordre comme à l'origine des lois réduisant le suffrage masculin, de réaliser son coup d'État du 2 décembre 1851. Par la suite, une partie des chefs du parti de l'Ordre, notamment Thiers, sont envoyés en exil. Les élections qui suivent, aidées par l'autocensure des journaux et les candidatures officielles, voient la victoire écrasante des bonapartistes, tandis que le plébiscite du 20 novembre 1852 permet d'établir l'approbation populaire à la formation du Second Empire.